# Riwiera Albańska

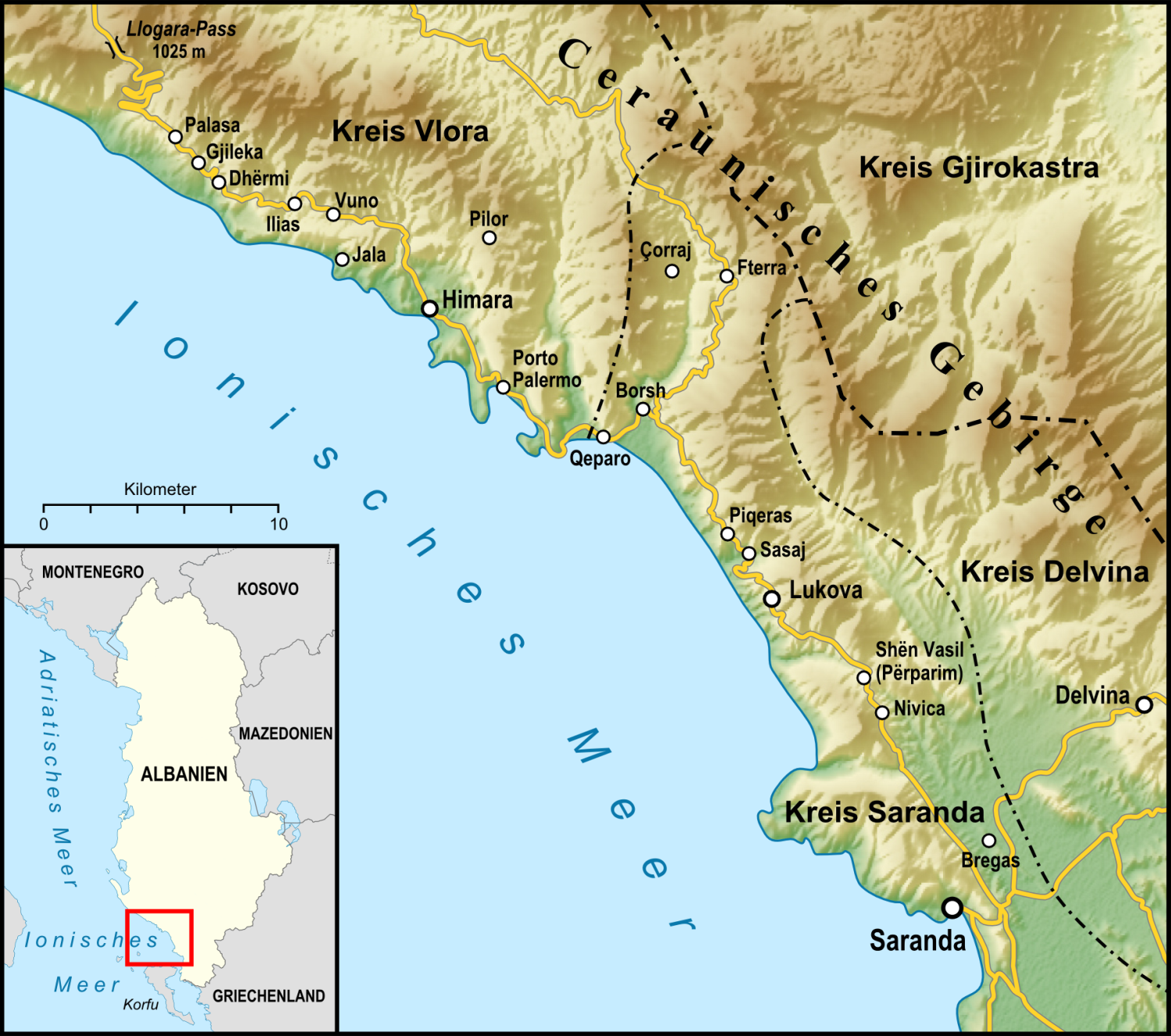
Położenie Riwiery Albańskiej

Riwiera Albańska (alb.:Riviera shqiptare/Bregu) – obszar w południowej Albanii usytuowany wzdłuż wybrzeża Morza Jońskiego, u stóp gór Çika, w obwodzie Wlora. Nie należy mylić tego obszaru z całym wybrzeżem albańskim, które oprócz Riwiery obejmuje także tereny na północy i w centrum kraju. Riwiera rozpościera się na południe od Parku Narodowego Llogara, następnie ciągnie się wzdłuż wybrzeża przez miejscowości Borsh, Himara, Qeparo, Pigeras, kończąc się w Lukovej. W 2012 r. Riwiera Albańska znalazła się wśród najlepszych atrakcji turystycznych według portalu Frommer's.
Obcokrajowcy zainteresowali się regionem dopiero w 2009 r., kiedy do przebudowano nadmorską trasę SH8. Wówczas to w miejscowości Dhermi odbył się koncert DJ Tiesto, także nakręcono tutaj jeden z odcinków serii Top Gear, w trakcie którego widzowie mogli podziwiać pościg samochodowy nadbrzeżnymi ulicami.
Riwiera jest centrum nocnego życia Albanii, a także miejscem wypoczynku. Znajdują się tutaj tradycyjne wioski w stylu śródziemnomorskim, antyczne budowle, prawosławne cerkwie, zaciszne plaże, turkusowe morze, przełęcze górskie, zatoki, rzeki, jaskinie oraz gaje oliwne i sady cytrusowe.
W 48 r. p.n.e. Juliusz Cezar, podążając śladami Pompejusza, zatrzymał się w miejscowości Palasë. Następnie przekroczył przełęcz górską Llogara w miejscu, które zostało nazwane na jego cześć Przełęczą Cezara.
W ramach regionalnego planu rozbudowana lokalnej infrastruktury jest finansowana przez Bank Światowy i inne organizacje. Projekty obejmują renowacje dachów i fasad tradycyjnych budynków położonych na Riwierze, rewitalizacje skwerów miejskich, przebudowę sieci wodociągów oraz usprawnienie opieki medycznej. 
Na Riwierze Albańskiej odbyło się kilka imprez muzycznych, takich jak Soundwave Albania czy Turtle Fest. Riwiera stała się sławna dzięki klubom nocnym: Havana Beach Club w pobliżu Dhermi oraz Folie Marine w Jalë.

## Plaże

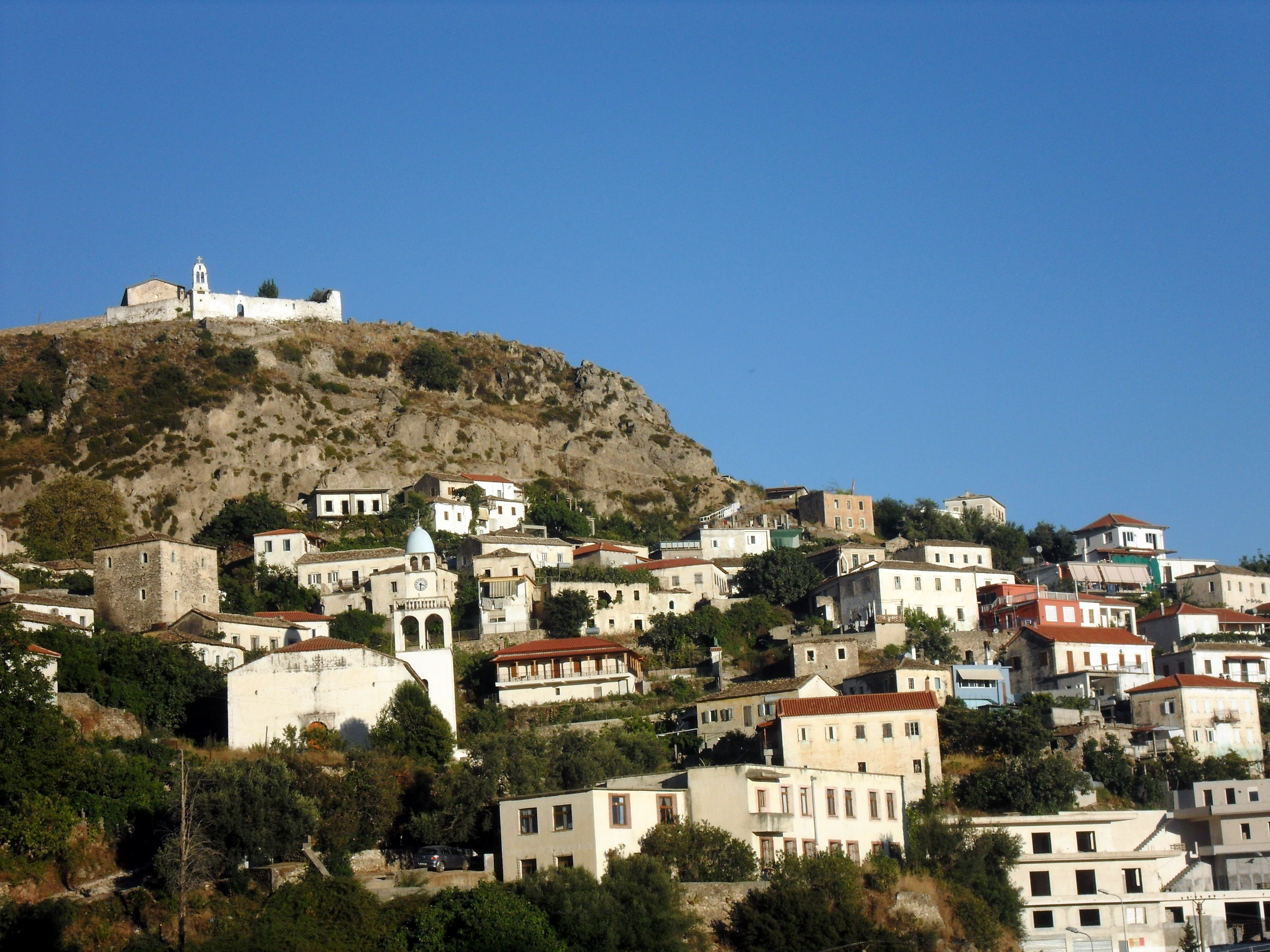
Tradycyjna wioska Dhermi

Na Riwierze Albańskiej znajdują się następujące plaże:

- Llovizë
- Gramë
- Dhërmi
- Spile
- Karkaniq
- Himara
- Jaliskar
- Primos
- Palasë
- Potam
- Dhrale
- Filikur
- Jalë
- Llaman
- Fushë
- Qeparo
- Borsh
- Piqeras
- Lapardha
- Lukovë
- Zis
- Livadh
- Gjipë
- Krorëzë
- Ksamil

## Charakterystyczne miejsca

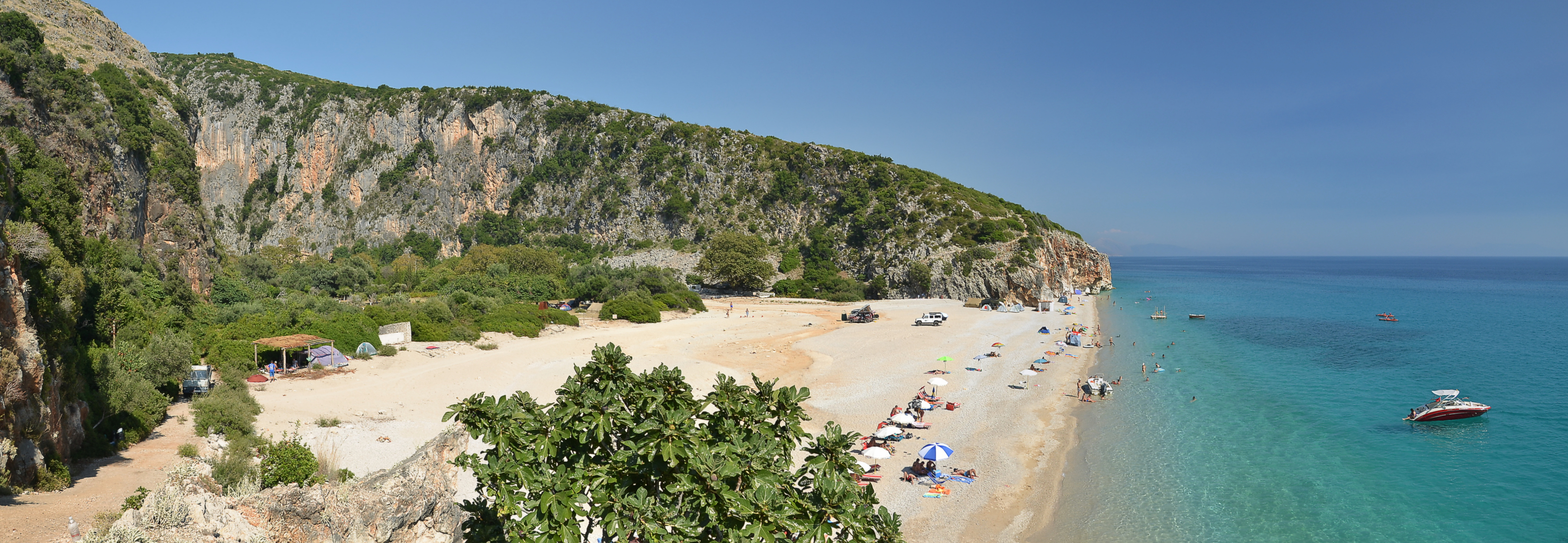
Kanion Gjipe, który kończy się w morzu.

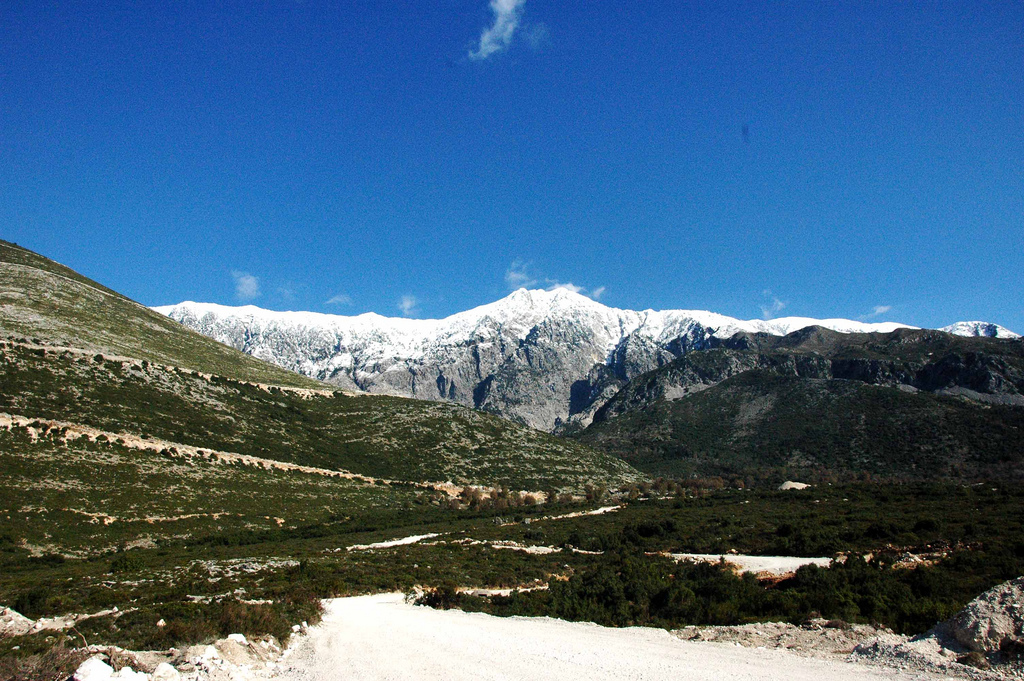
Szczyt Çika – widok od strony wybrzeża.

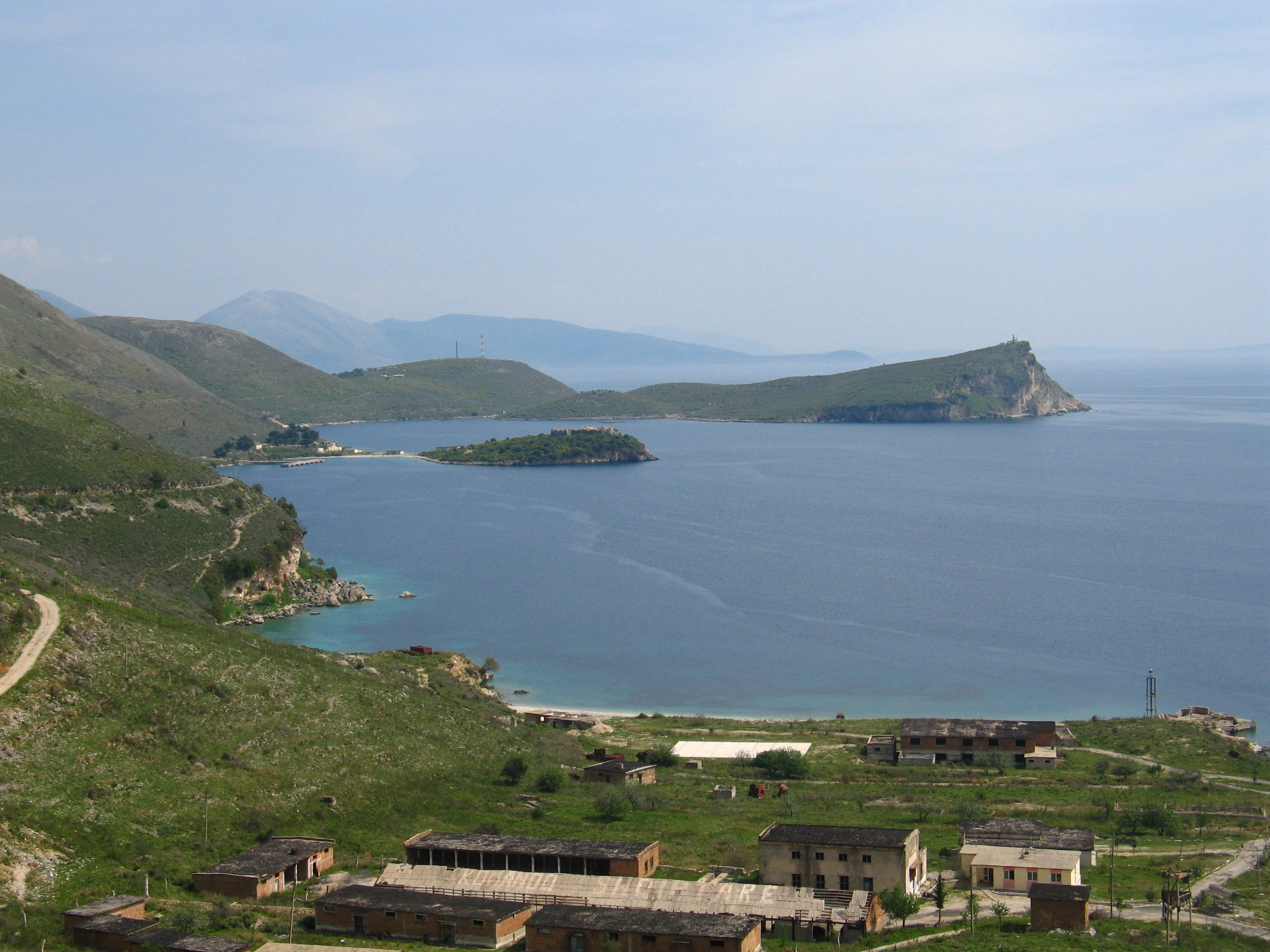
Zatoka Porto Palermo

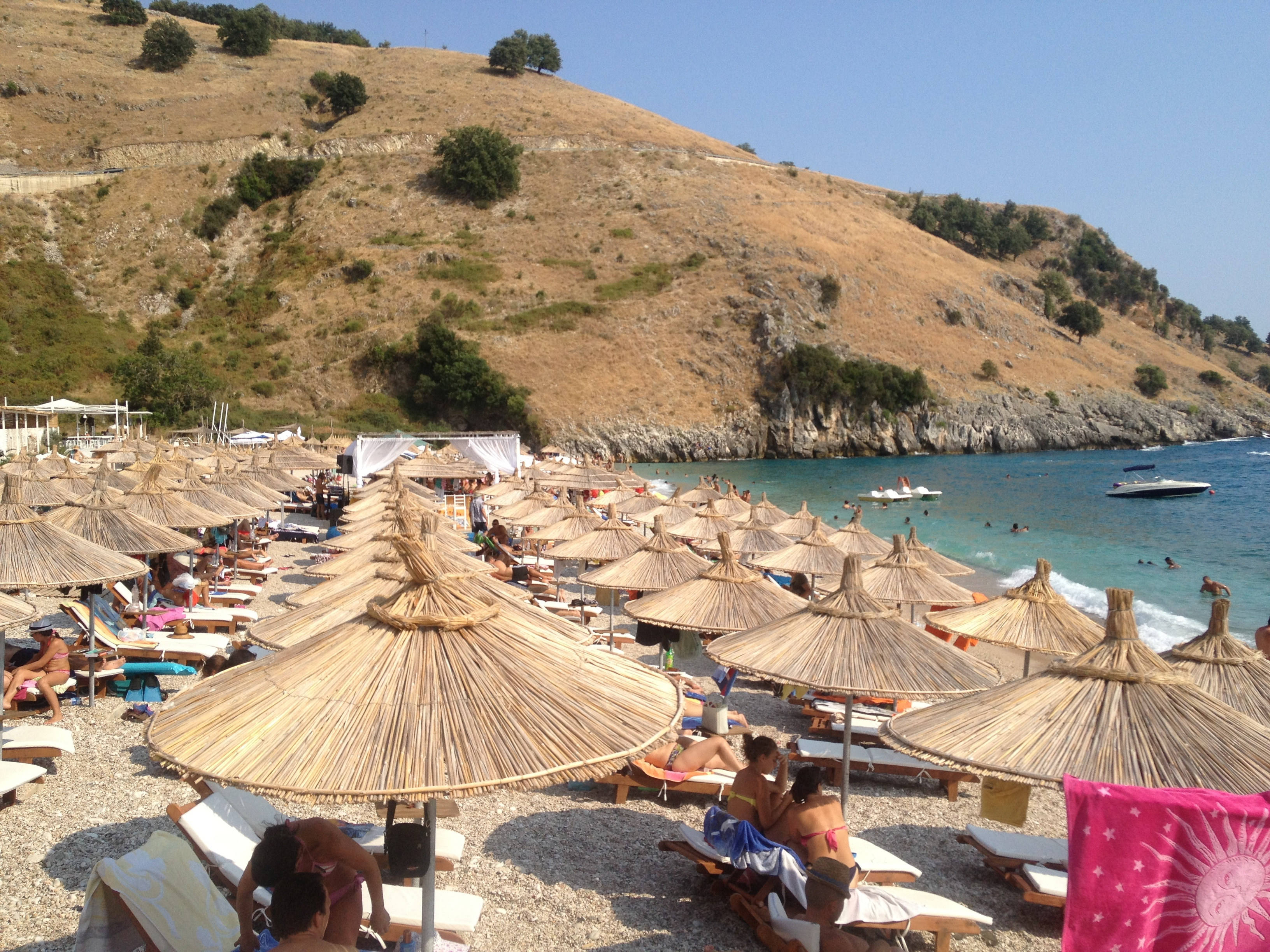
Jalë i Dhermi znane są znane wśród albańskiej młodzieży ze swoich klubów nocnych oraz kempigów.

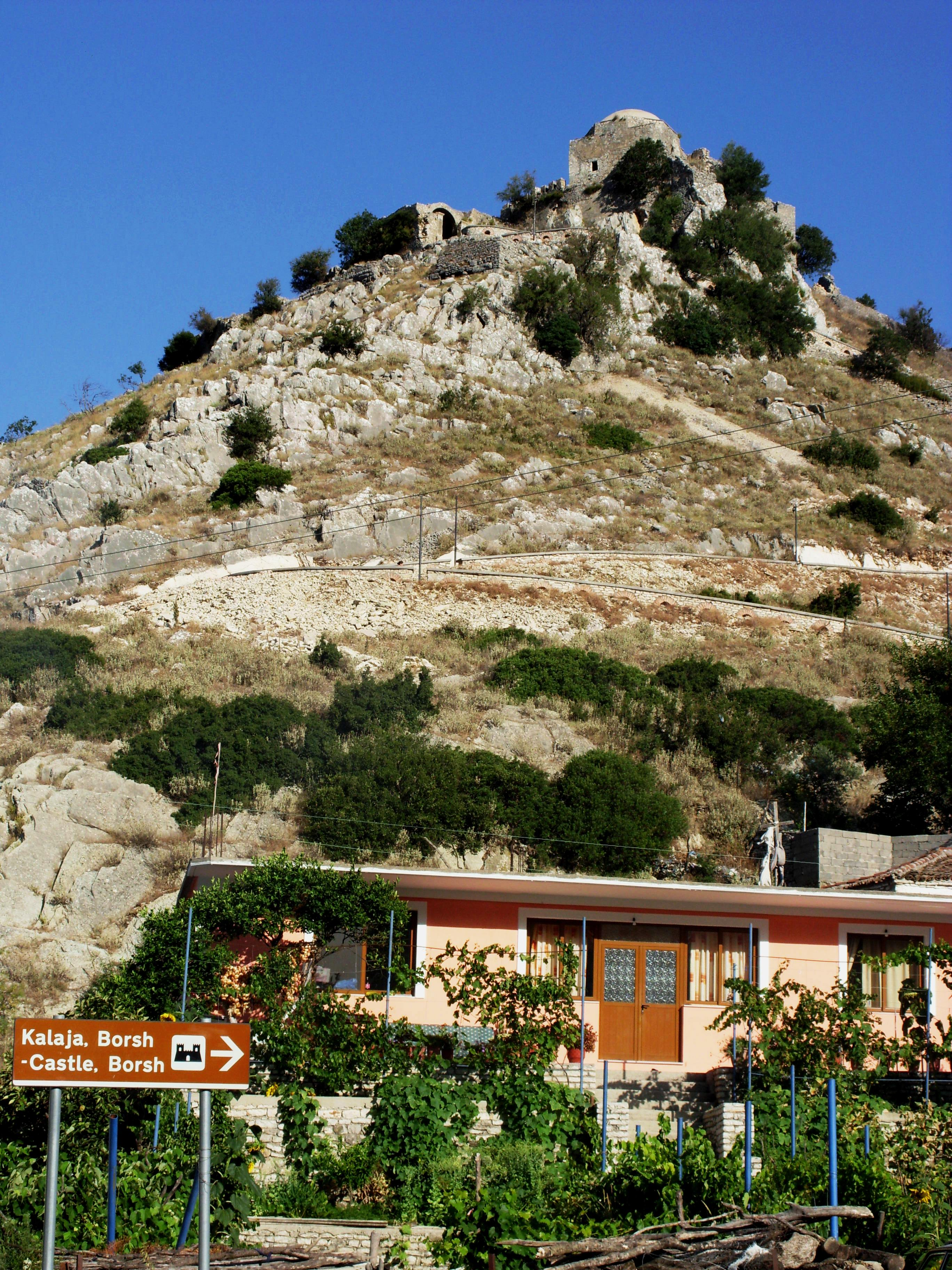
Zamek Borshi

Noclegi oferowane są głównie w pensjonatach, motelach oraz ośrodkach drewnianych domków. Znajduje się tutaj wiele pól kempingowych, klubów plażowych i niewielkich ośrodków. Większa część wybrzeża jest niezagospodarowana. 
Lista historycznych i naturalnych atrakcji Riwiery: 
- Zamek Alego Paszy w Butrincie
- Zamek Borshi
- Zamek Kaninë
- Zamek Lëkurësi
- Zamek Porto Palermo
- Zamek Gjona Boçariego
- Góry Çika
- Wyspy Ksamil
- Kanion Gjipe
- Zatoka Kakome
- Park Narodowy Llogara
- Park Narodowy Butrint
- Narodowy Park Morski Karaburun-Sazan – obejmuje część wód otaczających półwysep Karaburun i wyspę Sazan, w pobliżu zatoki Wlory.

## Porty i przystanie
- przystań Orikum
- port Himare
- port Wlora
- port Sarande

## Galeria

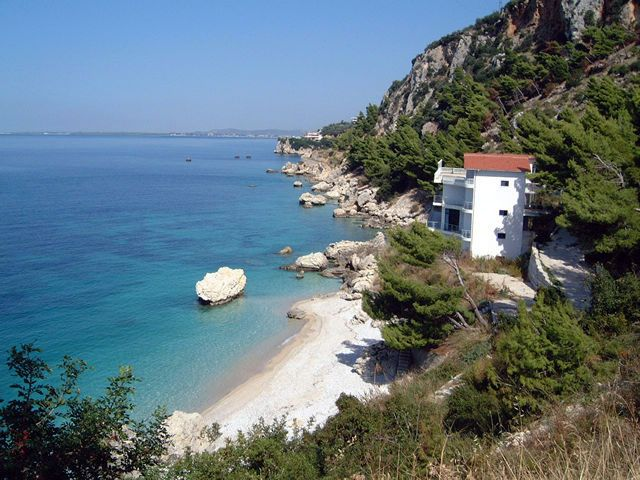
Radhime na południe od Wlory
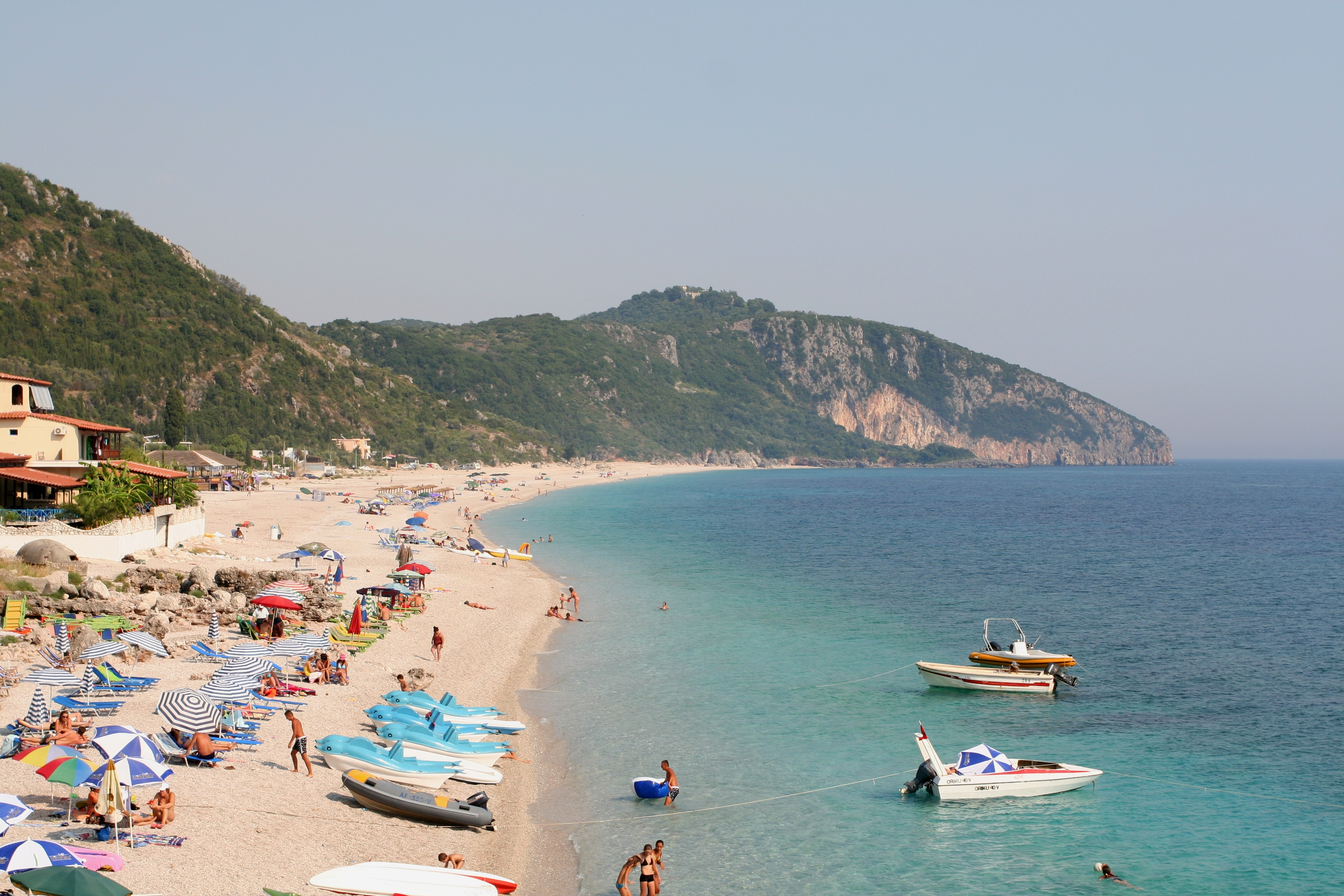
Plaża w Dhermi
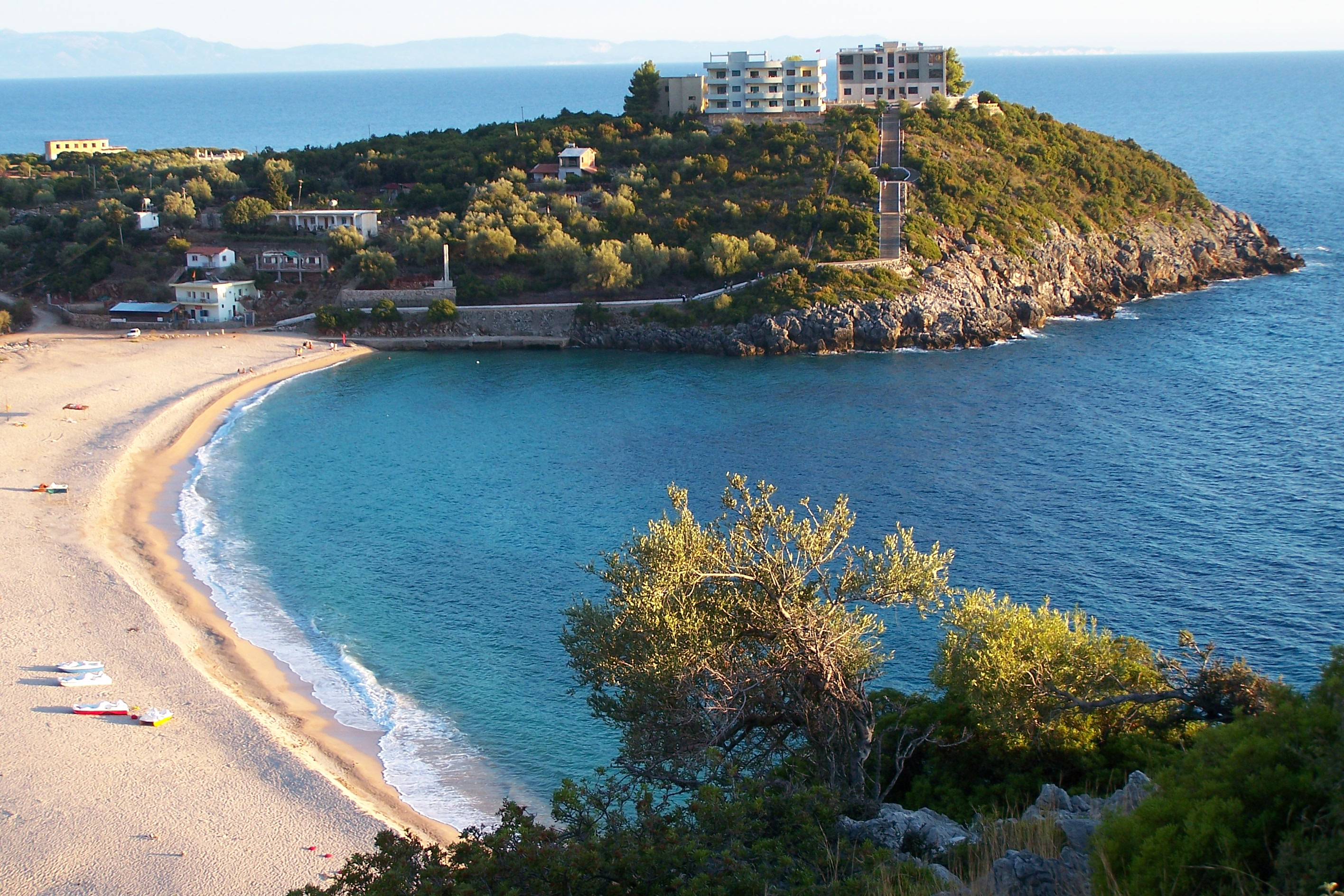
Plaża Jale
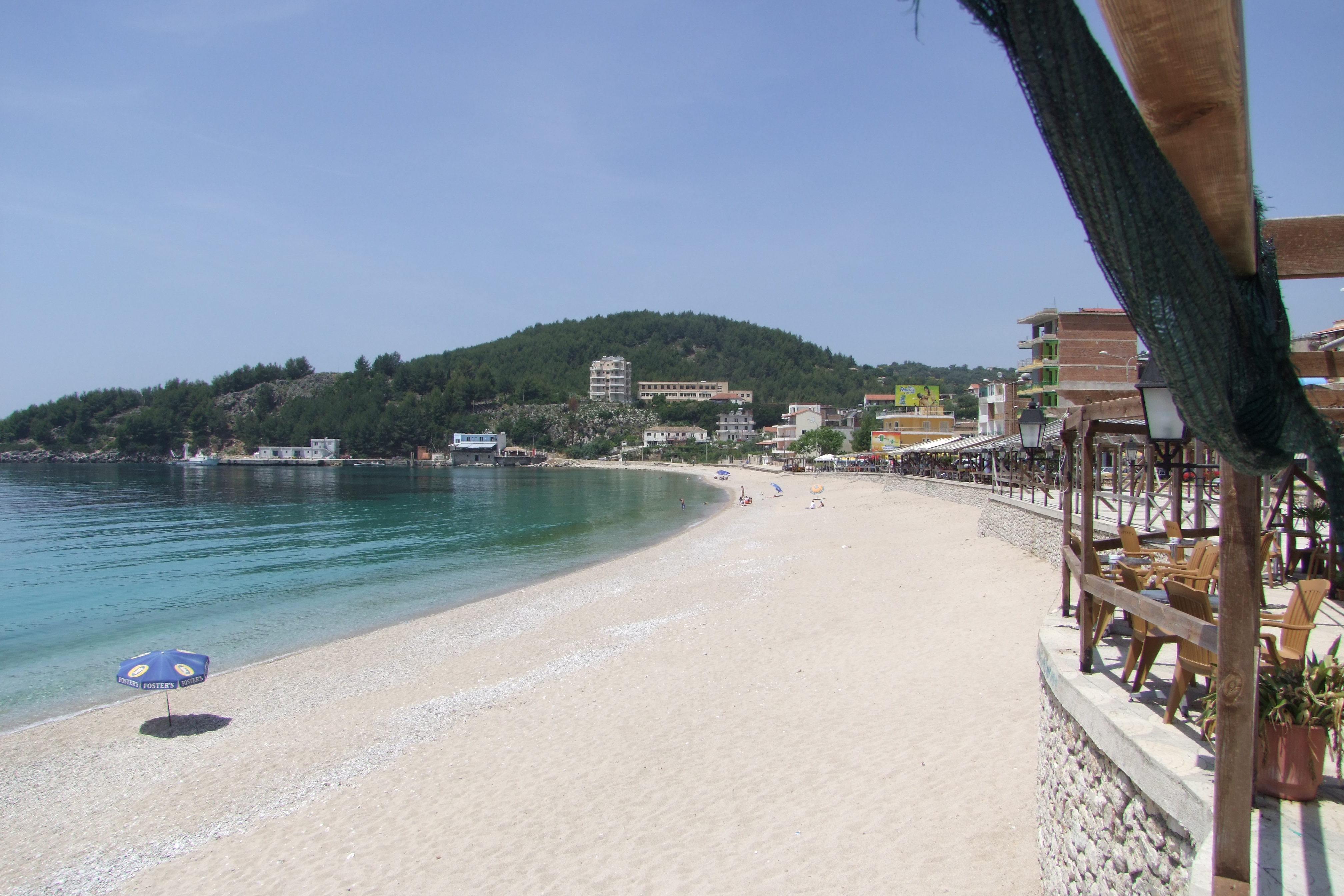
Wybrzeże Himary
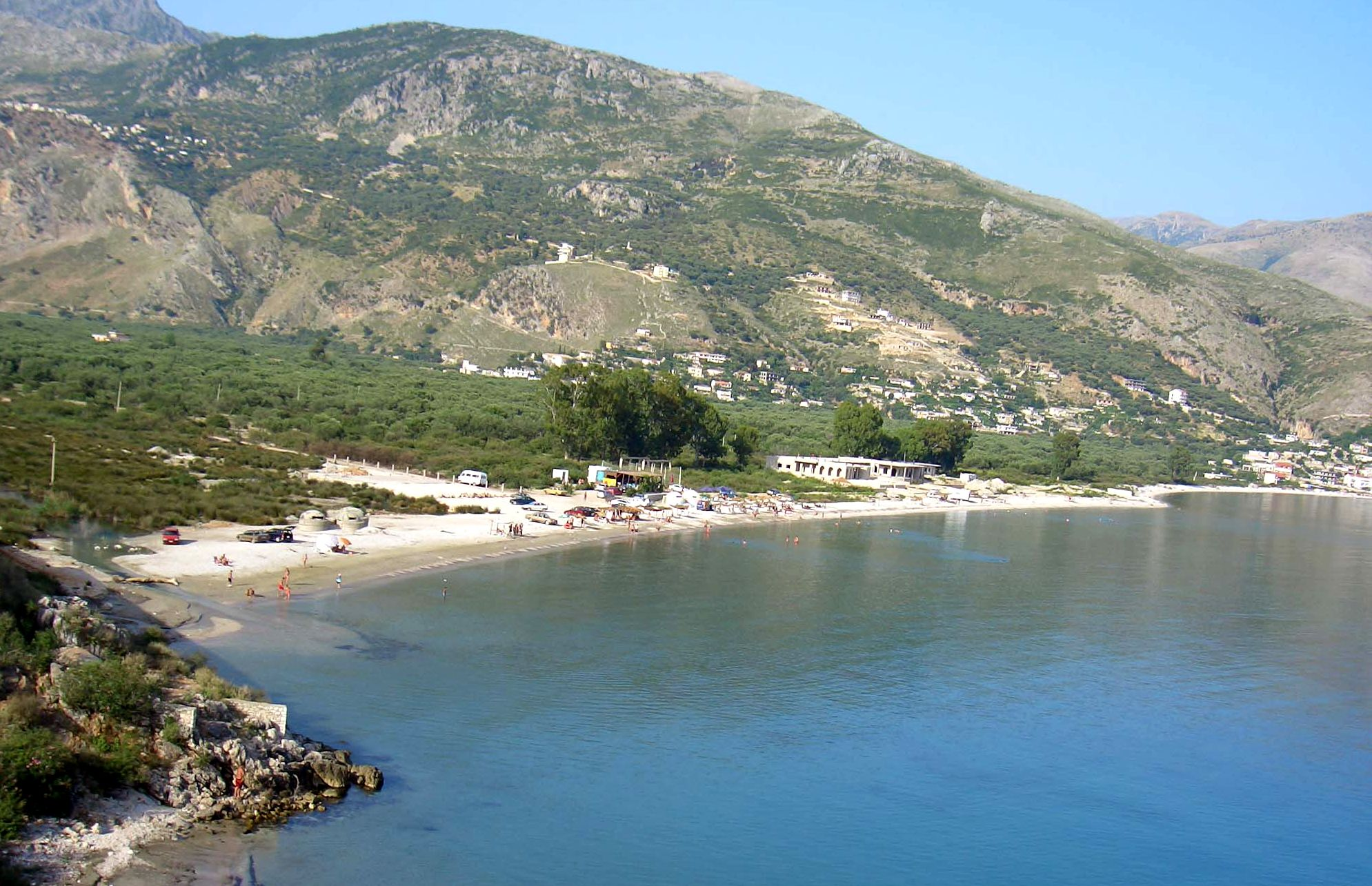
Qeparo
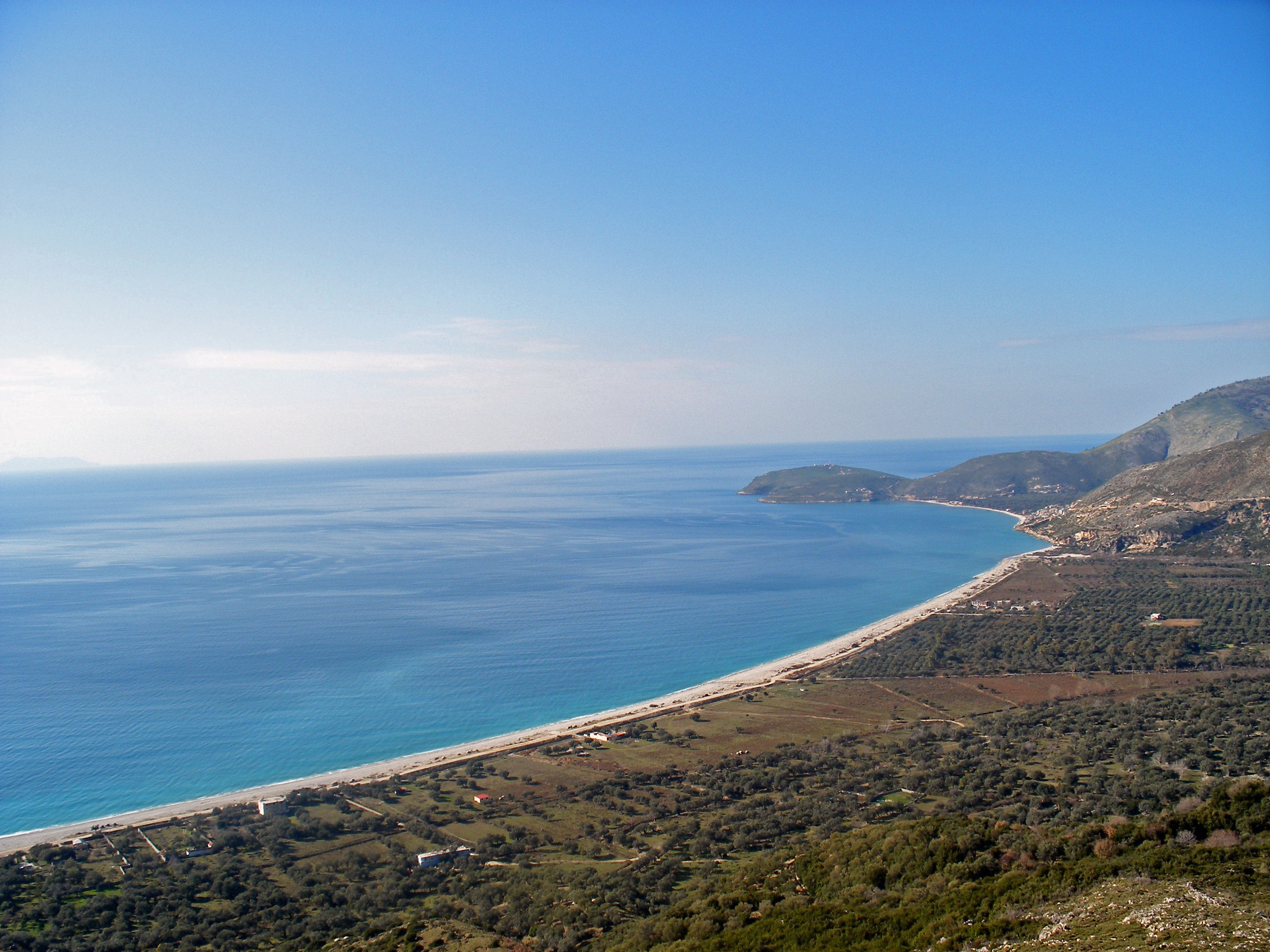
Wybrzeże k. Borsh
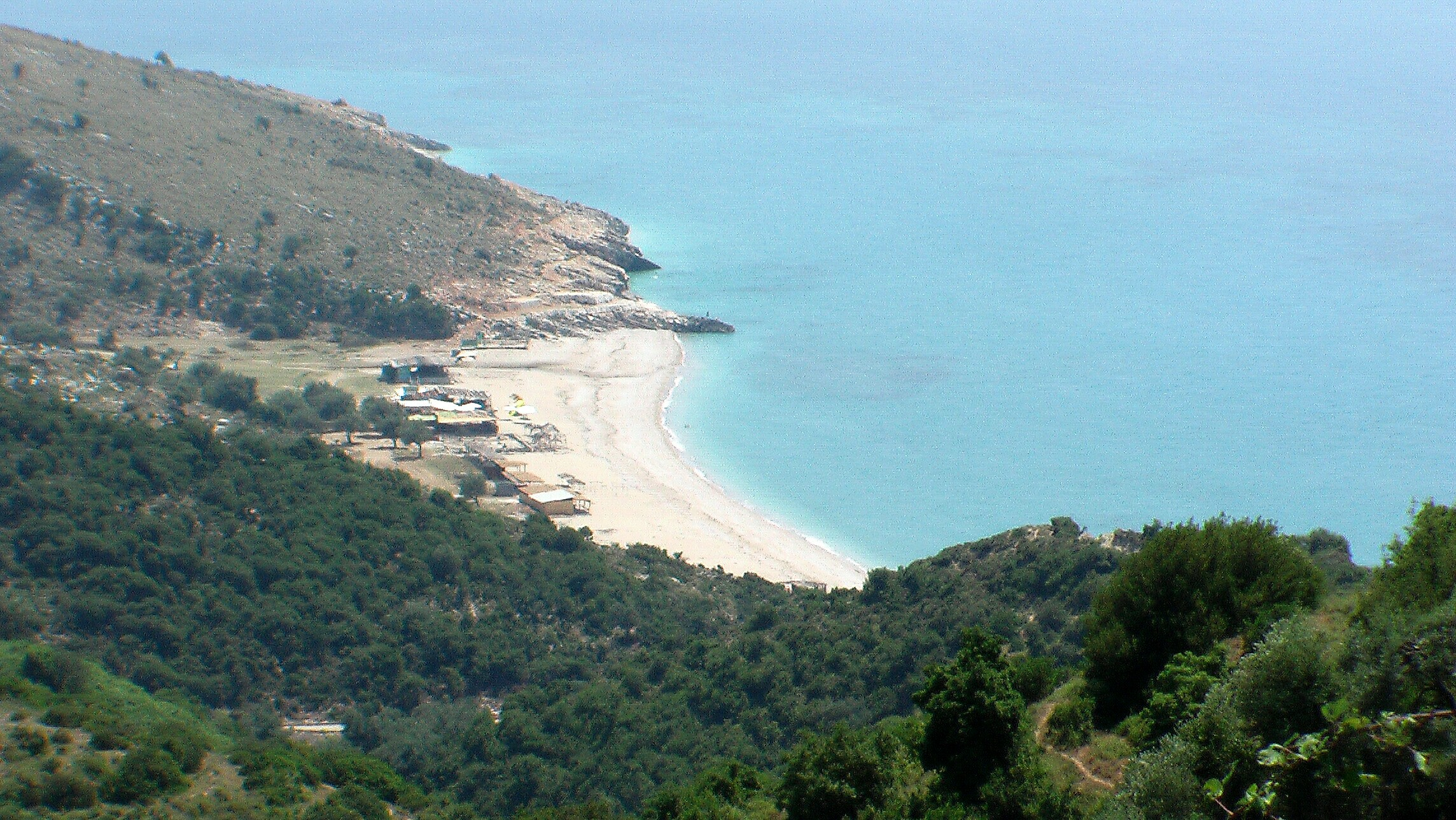
Plaża Lukova
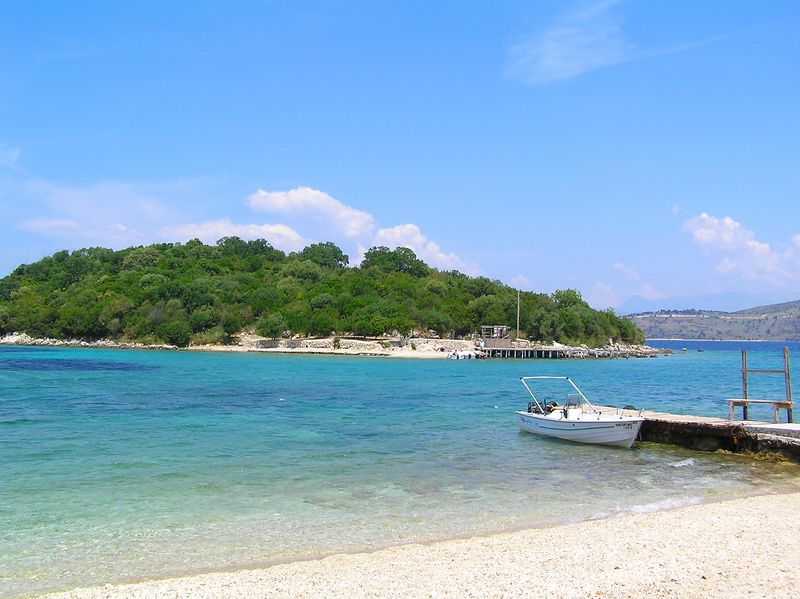
Wyspa Ksamil

### Przewodniki
- Albanian Riviera Travel Guide by Luxury Travel Spots
- Albanian Riviera by Blocal Travel Blog
- Albanian Riviera on Yomadic
- Beautiful Beaches in Albania Mini Guide by Triposo. triposo.com. [zarchiwizowane z tego adresu (2016-04-02)].